# Pseudonychia
Pseudonychia (l. poj. pseudonychium) – zębopodobne twory na przedstopiu skoczogonków. Definiowane też jako boczne zęby pazurów.
Pseudonychia osadzone są u nasady pazura (unguis), skąd wznoszą się po obu jego bocznych stronach. Mają one postać smukłych, ostro zakończonych chitynowych listewek. Ich krawędzie często bywają zazębione, czego przykładem są przedstawiciele rodzaju Sminthurus.